# Tsaagan
Tsaagan je rodem vyhynulého dromeosauridního dinosaura, který žil v období svrchní křídy na území dnešního Mongolska. Tento zástupce podčeledi Velociraptorinae je znám z dobře zachované lebky a krčních obratlů, popsaných paleontologem Markem Norellem v prosinci roku 2006 (IGM 100/1015). Nepočítaje izolované zuby, představuje tento teropod jediného dromeosaurida, známého z oblasti Ukhaa Tolgod (přestože je odtud znám také populární Velociraptor). S délkou 1,8 až 2 metry a hmotností kolem 15 kilogramů patřil k menším teropodům.

## Paleoekologie
Mezi živočichy, kteří sdíleli stejné životní prostředí s tsaaganem lze uvést dinosaury rodu Protoceratops a Shuvuuia, dva savčí rody Zalambdalestes a Kryptobaatar, několik ještěrů a dva dosud nepopsaní dinosauři - troodontid a dromeosaurid.

## Etymologie a zařazení

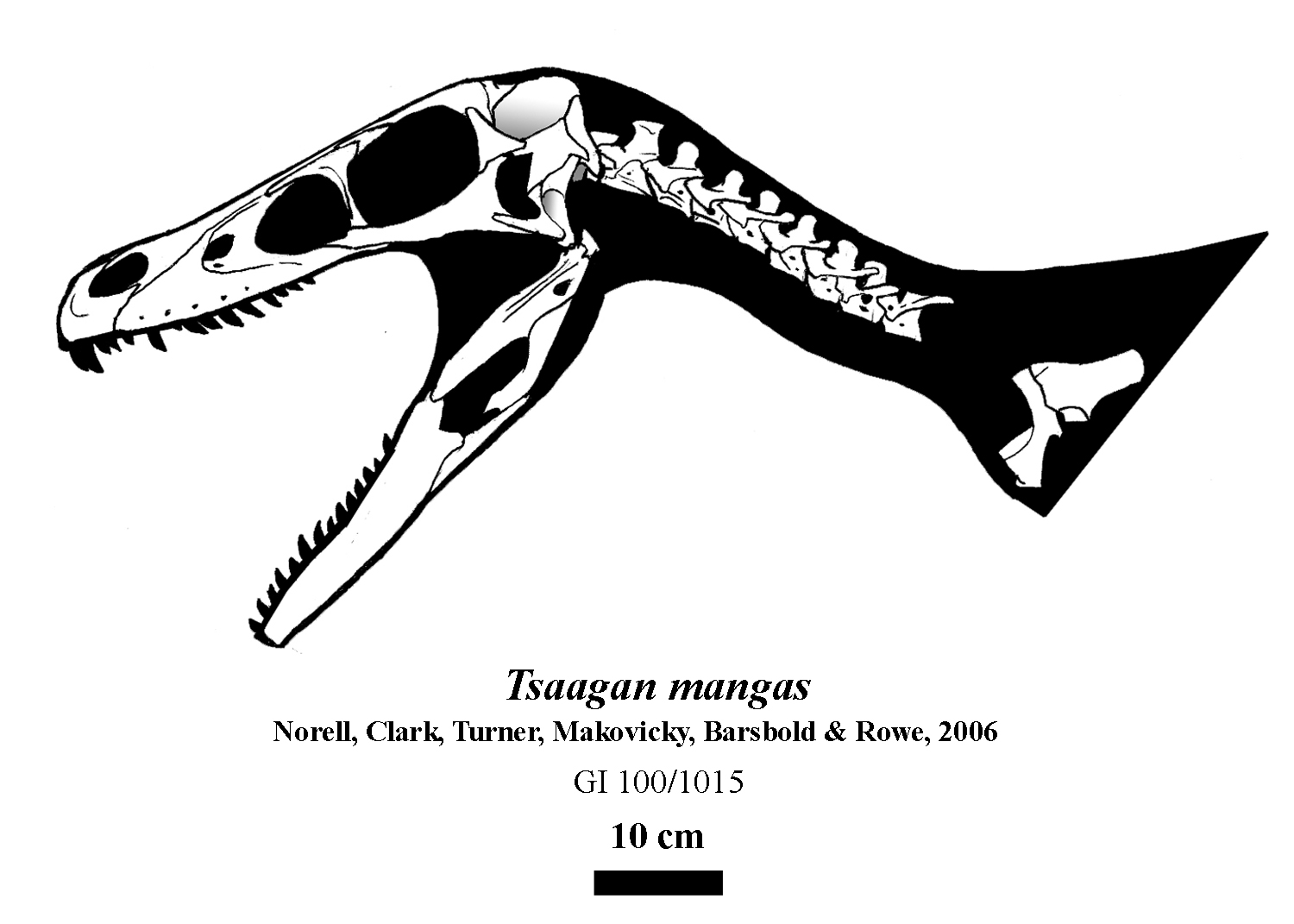
Tsaagan mangas - rekonstrukce holotypu

Druhové jméno Tsaagan mangas je odvozeno od mongolského slova pro "bílou příšeru" (legendární monstrum z místních pověstí v lokalitě objevu), jde však o špatný přepis původního slova Tsagaan. Blízkým vývojovým příbuzným tohoto velociraptorina byl samotný rod Velociraptor, dále pak rody Acheroraptor, Dineobellator nebo Linheraptor.